# Somatidia tenebrica
Somatidia tenebrica är en skalbaggsart som beskrevs av Thomas Broun 1893. Somatidia tenebrica ingår i släktet Somatidia och familjen långhorningar. Inga underarter finns listade i Catalogue of Life.